# Halt auf freier Strecke
Halt auf freier Strecke és una pel·lícula de 2011. Està dirigit per Andreas Dresen i interpretat per Steffi Kühnert, Milan Peschel, Talisa Lili Lemke i Mika Nilson Seidel. La pel·lícula ha estat doblada amb el suport del Departament de Cultura de la Generalitat de Catalunya. El juny de 2012 s'estrenà en versió original subtitulada en català del fim. El film va ser el gran guanyador de la nit dels German Film Awards 2012, amb 4 premis. El 2011 va ser guardonat amb el premi Un Certain Regard al festival de Cannes.

## Argument
Halt auf freier Strecke és la història d'una família que s'ha d'enfrontar a una gran pèrdua. A en Frank, de 40 anys, li acaben de diagnosticar un tumor cerebral incurable i decideix viure els seus últims dies a la casa on acaba de traslladar-se amb la seva dona i els seus dos fills.

## Repartiment
- Milan Peschel: Frank
- Steffi Kühnert: Simone
- Mika Seidel: Mika
- Talisa Lilli Lemke: Lilly
- Otto Mellies: Pare de Frank
- Ursula Werner: mare de Simone
- Marie Rosa Tietjen: germana de Simone
- Harald Schmidt: ell mateix